# Notun Kuri
Notun Kuri (bengalisch নতুন কুঁড়ি, Natuna kum̐ṛi, dt. „Neue Knospe“) war eine bangladeschische Reality-TV-Wettbewerbsserie für Kinder, die von Mustafa Monwar geschaffen wurde. Die Show wurde 1966 im Pakistan Television eingeführt und lief von 1966 bis 1971. Nach der Unabhängigkeit von Bangladesch wurde der Wettbewerb von Ziaur Rahman neu aufgelegt und lief im Bangladesh Television von 1976 bis 2006. 
Der Name der Show stammt von dem Gedicht „Kishor (Teenager)“ von Golam Mostofa.

## Preisrichter
- Anil Kishon Sinha[3]

## Bekannte Teilnehmer
Zu den Gewinnern der Show gehörten Kinder wie Tarana Halim, Rumana Rashid Ishita, Tarin Ahmed, Meher Afroz Shaon, Firoz Mahmud, Sabrin Saka Meem und Nusrat Imrose Tisha.
- Tamalika Karmakar (Tanz)[5]
- Mehbooba Mahnoor Chandni (Tanz)[6]
- Samina Chowdhury (Gesang) 1977[7]
- Azad Rahman Shakil (Master Shakil, Schauspieler)
- Firoz Mahmud (Malerei)
- Tareen Jahan (Schauspiel, Tanz und Geschichtenerzählen)
- Rumana Rashid Ishita (Tanz, Gesang, Kunst, Schauspiel)
- Nusrat Imrose Tisha (Schauspiel)
- Sabrin Saka Meem (Schauspiel)